# Yousuf Shaaban
Yousuf Shaaban Al Busaidi (arabe : يوسف شعبان يوسف شعبان البوسعيدي) est un footballeur international omanais, né le 4 novembre 1984, qui évolue au poste d'attaquant.

## Biographie

### Carrière en sélection
Avec l'équipe d'Oman, il joue 35 matchs (pour 3 buts inscrits) entre 2003 et 2007. 
Il figure dans le groupe des sélectionnés lors des coupes d'Asie des nations de 2004 et de 2007, où son équipe est éliminée à chaque fois au premier tour.
Il joue 4 matchs comptant pour les tours préliminaires de la coupe du monde 2006.

## Palmarès
Dhofar Club
- Champion d'Oman (1) :
  - Champion : 2004-05.

- Coupe d'Oman (1) :
  - Vainqueur : 2005, 2007 et 2011.